# Telovýchovná Jednota Spartak Myjava
Il Telovýchovná Jednota Spartak Myjava, meglio noto come Spartak Myjava, è una società calcistica slovacca con sede nella città di Myjava. Milita in 3. Liga, il terzo livello del campionato slovacco.

## Storia
Lo Spartak Myjava è stato fondato l'8 agosto 1920 come Športový klub Myjava (ŠK Myjava). Fondatore e primo presidente fu l'imprenditore locale Samuel Vráblica.
Alla fondazione, lo Spartak fu incluso in prima serie Slovacchia ovest, una delle tre unità amministrative in cui era diviso il calcio slovacco dopo la nascita nel 1919 della sua prima federazione calcistica. Lo sviluppo più forter del calcio a Myjava tuttavia ebbe luogo negli anni prebellici 1937 e 1938. Nel 1954 fu finalmente posto in opera un nuovo campo in erba per le partite (fino ad allora la squadra era stata costretta a giocare su terreni adattati). Nel 1955 la società divise in propri atleti in tre sezioni: una prima squadra, una selezione giovanile e una selezione studentesca.
Negli anni '60 le maggiori soddisfazioni per lo Spartak Myjava vennero dal suo settore giovanile, capace di centrare alcune promozioni. La prima squadra invece soffrì nello stesso periodo di limitate capacità economiche che portarono regolarmente i suoi migliori talenti a trasferirsi in squadre maggiori.
Dopo la vittoria del campionato di 2. Liga al termine della stagione 2010-2011, la squadra ha ottenuto per la prima volta nella sua storia il diritto a partecipare alla Superliga.
Nella stagione 2015-2016 lo Spartak Myjava ha ottenuto un terzo posto, valido per l'accesso alla successiva stagione di Europa League, dove però non è riuscita a superare il primo turno preliminare, venendo eliminata dagli austriaci dell'Admira Wacker Mödling.
Nella stagione successiva, a dicembre 2016, la dirigenza comunicò e mise in atto il ritiro della squadra dal campionato, additando la decisione allo scarso sostegno da parte dello stato, della federazione e dei media, oltre che ad uno scarso seguito di pubblico, ritenendo le leghe inferiori un contesto più consono alla squadra.

## Allenatori
- 2010-2014  Ladislav Hudec
- 2014  Radúz Dorňák
- 2014-2015  Peter Gergely
- 2015-2016  Norbert Hrnčár
- 2016  Mikuláš Radványi
- 2017-2018  Peter Vavak
- 2018-  Ladislav Hudec

## Palmarès

### Competizioni nazionali
- 2. Liga: 2

2001-2002, 2011-2012
- 3. Liga: 1

2021-2022

### Altri piazzamenti
- Campionato slovacco:

Terzo posto: 2015-2016

## Statistiche e record

### Statistiche nelle competizioni UEFA
Tabella aggiornata al 6 novembre 2020.
| Competizione                  | Partecipazioni | G | V | N | P | RF | RS |
| ----------------------------- | -------------- | - | - | - | - | -- | -- |
| Coppa UEFA/UEFA Europa League | 1              | 2 | 0 | 1 | 1 | 3  | 4  |

## Organico

### Rosa 2020-2021
Aggiornata al 1 novembre 2020
| N. |                       | Ruolo | Calciatore          |
| -- | --------------------- | ----- | ------------------- |
| 1  | Slovacchia (bandiera) | P     | Peter Solnicka      |
| 2  | Slovacchia (bandiera) | D     | Martin Brezina      |
| 5  | Slovacchia (bandiera) | C     | Samuel Flamik       |
| 6  | Slovacchia (bandiera) | C     | Tomáš Kóňa          |
| 7  | Slovacchia (bandiera) | A     | Lukas Liska         |
| 8  | Slovacchia (bandiera) | C     | Marius Charizopulos |
| 9  | Slovacchia (bandiera) | A     | Štefan Pekár        |
| 10 | Slovacchia (bandiera) | D     | Pavol Farkaš        |
| 11 | Slovacchia (bandiera) | A     | Lubomir Ulrich      |
| 12 | Slovacchia (bandiera) | D     | Erik Pecha          |
| 14 | Slovacchia (bandiera) | C     | Lukas Mares         |

| N. |                       | Ruolo | Calciatore      |
| -- | --------------------- | ----- | --------------- |
| 15 | Slovacchia (bandiera) | D     | Jaroslav Toman  |
| 16 | Slovacchia (bandiera) | D     | Pavol Sivak     |
| 17 | Slovacchia (bandiera) | D     | Mario Lopusan   |
| 20 | Slovacchia (bandiera) | C     | Tomas Mares     |
| 21 | Slovacchia (bandiera) | C     | Tomas Fila      |
| 22 | Slovacchia (bandiera) | A     | Erik Vavra      |
| 23 | Slovacchia (bandiera) | A     | David Copko     |
| 24 | Slovacchia (bandiera) | C     | Kristian Karika |
| 25 | Slovacchia (bandiera) | P     | Denis Kubica    |
| 26 | Slovacchia (bandiera) | D     | Martin Svatik   |
| 28 | Slovacchia (bandiera) | P     | Libor Konicek   |

### Staff tecnico
| Allenatore:            | Ladislav Hudec |
| Allenatore in seconda: | Michal Horny   |
| Allenatore giovanili:  | Jan Duga       |
| Team manager:          | Lubos Zverek   |
| Fisioterapista:        | Juraj Sluka    |